# Xenoturbella bocki
Xenoturbella bocki — вид тварин типу Xenacoelomorpha.

## Поширення
Вид поширений вздовж атлантичного узбережжя Європи.

## Опис
Червоподібне тіло завдовжки до 1 см, зрідка може сягати до 4 см. Нервова система складається з нервової мережі, без мозку або гангліїв.

## Спосіб життя
Вид мешкає у донному мулі на глибині 50-200 м. Рухається за допомогою скорочень мускулатури. За несприятливих умов може згортатися у кульки та впадати в анабіоз. Нічого не відомо про живлення тварини. Піддослідні зразки вижили впродовж декількох місяців без їжі і не виявили жодного інтересу до будь-якої з запропонованих продуктів. Припускається, що вона живляться, поглинаючи розчинену органічну речовину через шкіру.

## Розмноження
Розмножується лише статевим шляхом. У дикій природі нереститься взимку. Ікру відкладає у товщу води. Ікра непрозора, блідо-помаранчевого забарвлення.